# Октем, Танкут
Танкут Октем (1941, Стамбул — 5 декабря 2007, Стамбул) — турецкий скульптор.  Государственный артист Турции (1998).

## Биография
Танкут Октем родился в 1941 году в Стамбуле. Его родители работали ветеринарами, из-за этого семья часто переезжала. Ещё будучи юношей, Октем уже считался признанным гением в скульптуре и росписи. Когда Танкут Октем учился в третьем классе он выиграл приз во «Всемирном соревновании молодых скульпторов». Изучал керамику в Стамбульском государственном колледже изящных и прикладных искусств. Затем до 1962 года учился в Германии.
В 1962—1965 годах работал ассистентом в лицее изящных искусств (İDTGSYO). С 1970 года преподавал там же. В 1983 году İDTGSYO был реорганизован в факультет изящных искусств университета Мармара. В университете Октем создал и возглавил кафедру скульптуры.
Танкут Октем был широко известен в Турции в 1970-х годах. Особую известность получили его работы Ататюрка и скульптуры, посвящённые периоду войны за независимость, например, скульптуры Шерифе Баджи. В 1999 году Октему было присвоено звание государственного артиста. Октемом были созданы бюст Ататюрка в Будапеште (Венгрия), монумент победы в Ливии, а также множество других монументов и статуй в Турции и на Северном Кипре.
Мастерская Танкута Октема, расположенная в деревне Кючюккумла района Гемлик ила Бурса, сгорела в 2006 году.
5 декабря 2007 года Танкут Октем погиб в результате аварии в Ускюдаре, также получили ранения его жена и дочь. Тело Октема было перевезено в деревню Кючюккумла и похоронено в семейном склепе. У него остались жена и две дочери.